# Patalene falcularia
Patalene falcularia là một loài bướm đêm trong họ Geometridae.